# Euxoa discilinea
Euxoa discilinea är en fjärilsart som beskrevs av Dyar 1918. Euxoa discilinea ingår i släktet Euxoa och familjen nattflyn. Inga underarter finns listade i Catalogue of Life.